# U-89843A
U-89843A (PNU-89843) là một loại thuốc an thần hoạt động như một chất chủ vận tại các thụ thể GABA<sub id="mwCg">A</sub>, đặc biệt hoạt động như một chất điều chế allosteric chọn lọc cho các tiểu loại α1, α3 và α6. Nó có tác dụng an thần ở động vật nhưng không gây mất điều hòa, và cũng hoạt động như một chất chống oxy hóa và có thể có tác dụng bảo vệ thần kinh. Nó được phát triển bởi một nhóm tại Upjohn vào những năm 1990.